# ハナ銀行インビテーショナル
ハナ銀行インビテーショナル（ハナぎんこうインビテーショナル）は、2023年より6月第2週から第3週に行われるゴルフトーナメントの一つである。

## 概要
2022年12月19日に日本ゴルフツアー機構が2023年度のツアー日程を公表した際、新韓東海オープンに次ぐ2例目の日韓共催となる新設ツアーとして発表された。会場は日本と大韓民国での隔年開催となっており、2023年度は千葉県の千葉夷隅ゴルフクラブにて開催。2024年度は韓国・江原特別自治道春川市にある南春川カントリークラブにて開催となっている。賞金総額は10億ウォン（約1億円）。
本大会は元々は韓国プロゴルフ協会が主催するツアー大会であり、冠スポンサーであるハナ金融グループは、2018年に韓国国内にて、日本・中国・韓国のプロゴルファー及び若手有望株のアマチュアゴルファーを集めた同名の『KEBハナ銀行インビテーショナル』を開催している。その後、東アジアのメジャー大会化を目指し2022年より韓国プロゴルフ協会主催のプロツアーとなると、日本・韓国・中国の持ち回り開催を目指し、2023年度は日本ゴルフツアー機構と共同で、日本の千葉県での開催を実現するに至った。
韓国国内において当大会は、「ゴルフ韓日戦」と呼ばれており、韓国の名誉を賭けた戦いと言われている。

## 歴代優勝者
| 開催年                                     | 優勝者名                      | スコア                        | 2位との差                     | 2位（タイ）                          | 開催コース                     |                               |
| KEBハナ銀行インビテーショナル              | KEBハナ銀行インビテーショナル | KEBハナ銀行インビテーショナル | KEBハナ銀行インビテーショナル | KEBハナ銀行インビテーショナル        | KEBハナ銀行インビテーショナル  | KEBハナ銀行インビテーショナル |
| ------------------------------------------ | ----------------------------- | ----------------------------- | ----------------------------- | ------------------------------------ | ------------------------------ | ----------------------------- |
| 2018年                                     | 朴相賢                        | 267 (−21)                     | 1打差                         | リー・スンホ                         | レークサイドカントリークラブ   |                               |
| 2019年                                     | 徐曜燮                        | 271 (-13)                     | 2打差                         | 出水田大二郎 周興喆 ジョン・ハンミル | 88カントリークラブ             |                               |
| ハナ銀行インビテーショナル（韓国単独開催） |                               |                               |                               |                                      |                                |                               |
| 2020年                                     | 大会開催せず                  | 大会開催せず                  | 大会開催せず                  | 大会開催せず                         | 大会開催せず                   |                               |
| 2021年                                     | リチャード・T・リー           | 267 (−17)                     | 4打差                         | キム・ミンギュ                       | ベアーズベスト清那ゴルフクラブ |                               |
| 2022年                                     | イ・ジュンソク                | 267 (−21)                     | 1打差                         | 李圭ミン                             | 南春川カントリークラブ         |                               |
| ハナ銀行インビテーショナル（日韓共同開催） |                               |                               |                               |                                      |                                |                               |
| 2023年                                     | 鄭智鎬                        | 272 (-20)                     | 1打差                         | 中島啓太                             | 千葉夷隅ゴルフクラブ           |                               |
| 2024年                                     | 小木曽喬                      | 270 (-14)                     | 1打差                         | チャン・ユビン                       | 南春川カントリークラブ         |                               |
| 2025年                                     | ショーン・ノリス              | 270 (-18)                     | Playoff                       | 坂本雄介                             | The Heaven Country Club        |                               |